# Azteca aesopus
Azteca aesopus är en myrart som beskrevs av Auguste-Henri Forel 1908. Azteca aesopus ingår i släktet Azteca och familjen myror. Inga underarter finns listade.